# دانشگاه فناوری مارا
دانشگاه فناوری مارا (نام اصلی: Universiti Teknologi MARA) نام یکی از دانشگاه‌های کشور مالزی است که با عنوان UiTM نیز شناخته می‌شود.
این دانشگاه رادای واحدهای متعدد در مالزی است که مقر اصلی آن در شاه عالم واقع است.